# Leucaniini
Leucaniini — триба метеликів родини Совки (Noctuidae).

## Класифікація
- Analetia
- Anapoma
- Leucania
- Mythimna
- Senta
- Vietteania